# Plymouth Superbird
Plymouth Superbird – samochód sportowy typu muscle car klasy wyższej produkowany pod amerykańska marką Plymouth w latach 1970 – 1972. 

## Historia i opis modelu

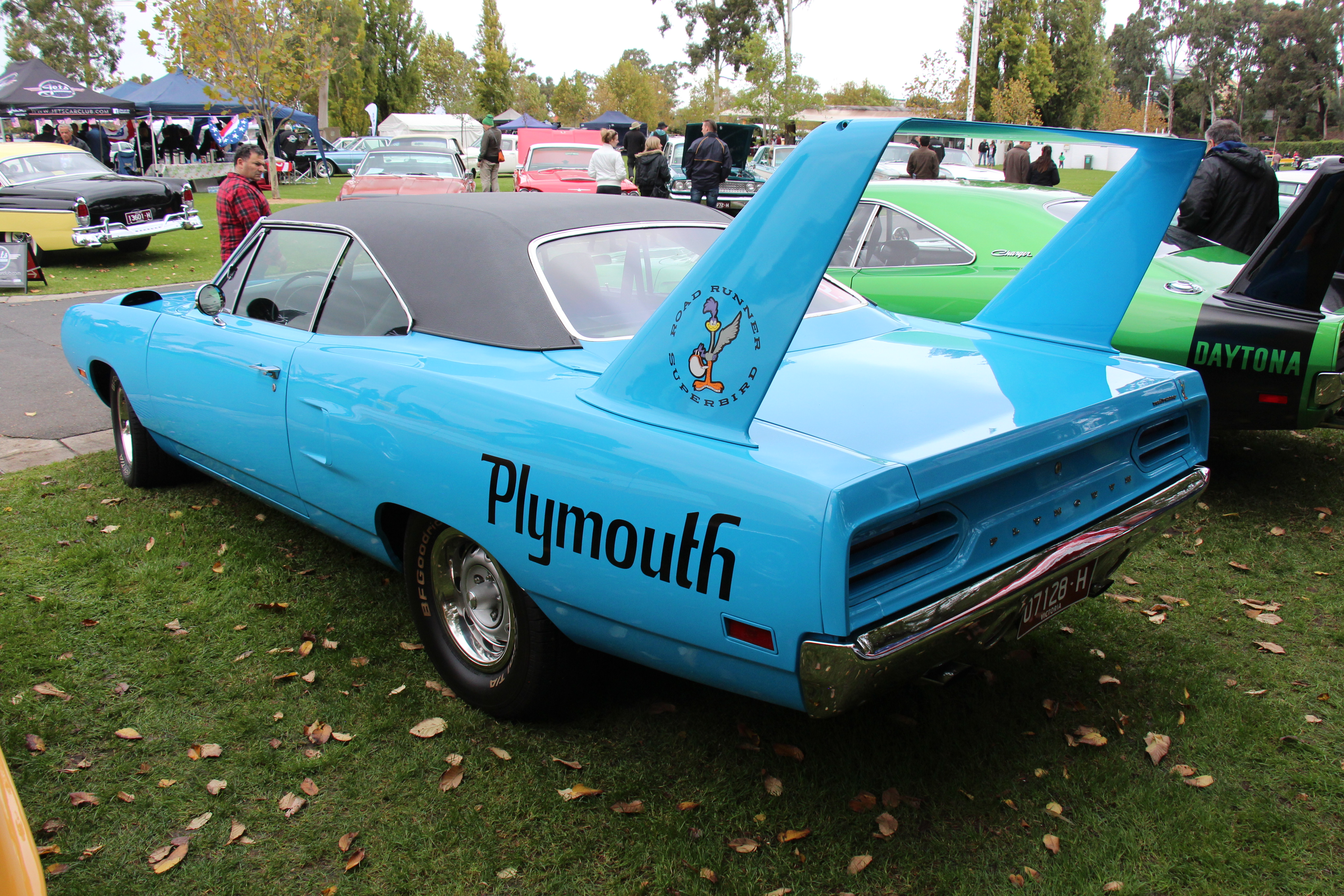
Plymouth Superbird - tył

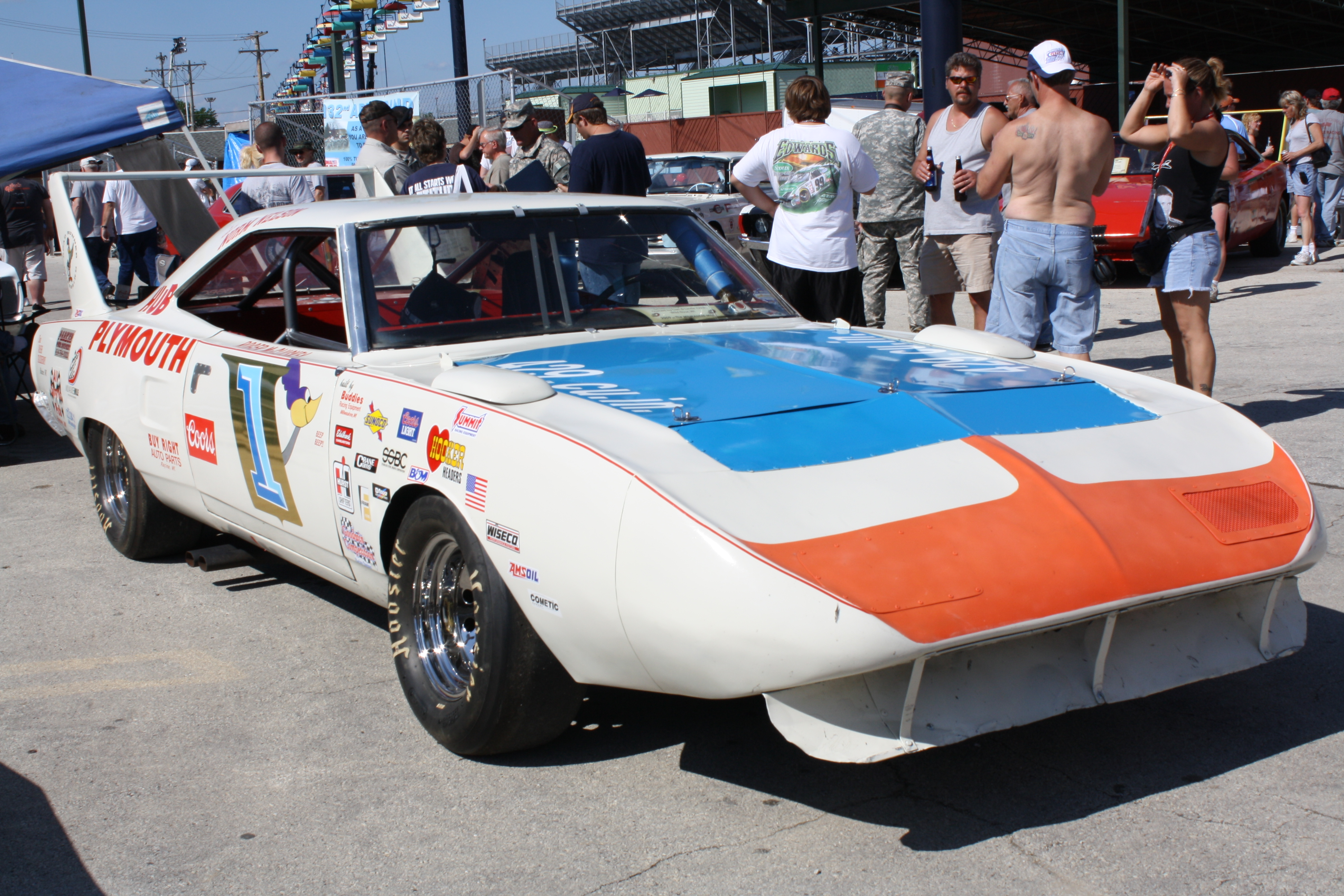
Plymouth Superbird Rogera McCluskeya

Plymouth Superbird powstał na bazie modelu Road Runner jako wyczynowy samochód sportowy, skierowany także do brania udziału w sportach motorowych jako samochód wyścigowy. 
Premiera modelu odbyła się w październiku 1970 roku podczas inauguracji sezonu NASCAR. Samochód posiadał aerodynamiczny stożek przedni, masywny tylny spojler oraz "skrzydła" w wersji street. Głównym rywalem samochodu był Ford Torino Talladega. Cechą charakterystyczną tego modelu jest rysunek "Strusia Pędziwiatra" na spojlerze.

### Produkcja
Plymouth Superbird był pojazdem małoseryjnym i krótkoseryjnym. Podczas trwającej 2 lata sprzedaży tego pojazdu, wyprodukowano 1930 egzemplarzy do jazdy drogowej.

### Silniki
- V8 4.2l Hemi
- V8 4.4l Super Commando
- V8 4.4l Super Commando Barrel Six